# Vasu Rey
Vasu Raja es un exejecutivo de la aerolínea estadounidense American Airlines, en donde se desempeñó como director comercial.

## Educación
Raja asistió a la Universidad de Texas en Austin en donde obtuvo una licenciatura en humanidades. 

## Carrera Profesional
Vasu inició su carrera en Teach for America en 1999.
Se unió a American Airlines en 2004, iniciando su carrera en el área de ventas, planificación y gestión de ingresos. En 2019, fue ascendido a vicepresidente sénior de estrategia de red, supervisando la red y las alianzas.  Fue el primer indio americano en ocupar un puesto en la alta dirección de la aerolínea.
En 2022, Raja fue ascendido a director comercial junto al mismo tiempo que iniciaba el mandato del nuevo CEO, Robert Isom . 
Su compensación total en 2023 fue de $12,2 millones de dólares.   A finales del mismo año, se informó que poseía 339.170 acciones de la aerolínea valoradas en $4.148.049 dólares.  En mayo de 2023, se le asignó la tarea de liderar la búsqueda de un nuevo CEO de la alianza Oneworld después de la partida de Rob Gurney . 